# Densímetro

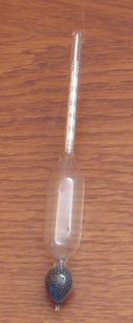
Densímetro.

Un densímetro o areómetro es un instrumento de medición que sirve para determinar la densidad relativa de los líquidos sin necesidad de calcular antes su masa, conductividad y temperatura. Normalmente, está hecho de vidrio y consiste en un cilindro hueco con un bulbo pesado en uno de sus extremos para que pueda flotar en posición vertical. El término utilizado en inglés es hydrometer; sin embargo, en español, un hidrómetro es un instrumento muy diferente que sirve para medir el caudal, la velocidad o la presión de un líquido en movimiento.
Se considera a Hipatia de Alejandría como su inventora.
Otra posibilidad para determinar las densidades de líquidos y gases es utilizar un instrumento digital basado en el principio del tubo en U oscilante, cuya frecuencia de resonancia está determinada por la masa de los materiales contenidos en un volumen conocido, de manera análoga a como la masa de un diapasón es determinante para el tono de su sonido de resonancia.

## Modo de empleo
El densímetro se introduce verticalmente y con cuidado en el líquido, y se deja en reposo hasta que flote libre y verticalmente. A continuación, se observa en la escala graduada en el vástago del densímetro su nivel de hundimiento en el líquido; esa es la lectura de la medida de densidad relativa del líquido. En líquidos ligeros (v.g., queroseno, gasolina, alcohol,...) el densímetro se hundirá más que en líquidos más densos (como agua salada, leche,...). De hecho, es usual tener dos instrumentos distintos: uno para los líquidos en general y otro para los líquidos poco densos, que se diferencian en la disposición de las marcas de medida.
El densímetro se utiliza también en enología para determinar el momento de fermentación en que se encuentra el vino. Para medir la graduación alcohólica se utiliza el alcoholímetro de Gay-Lussac, con el que se mide directamente la graduación en grados Gay-Lussac.

## Tipos de densímetro

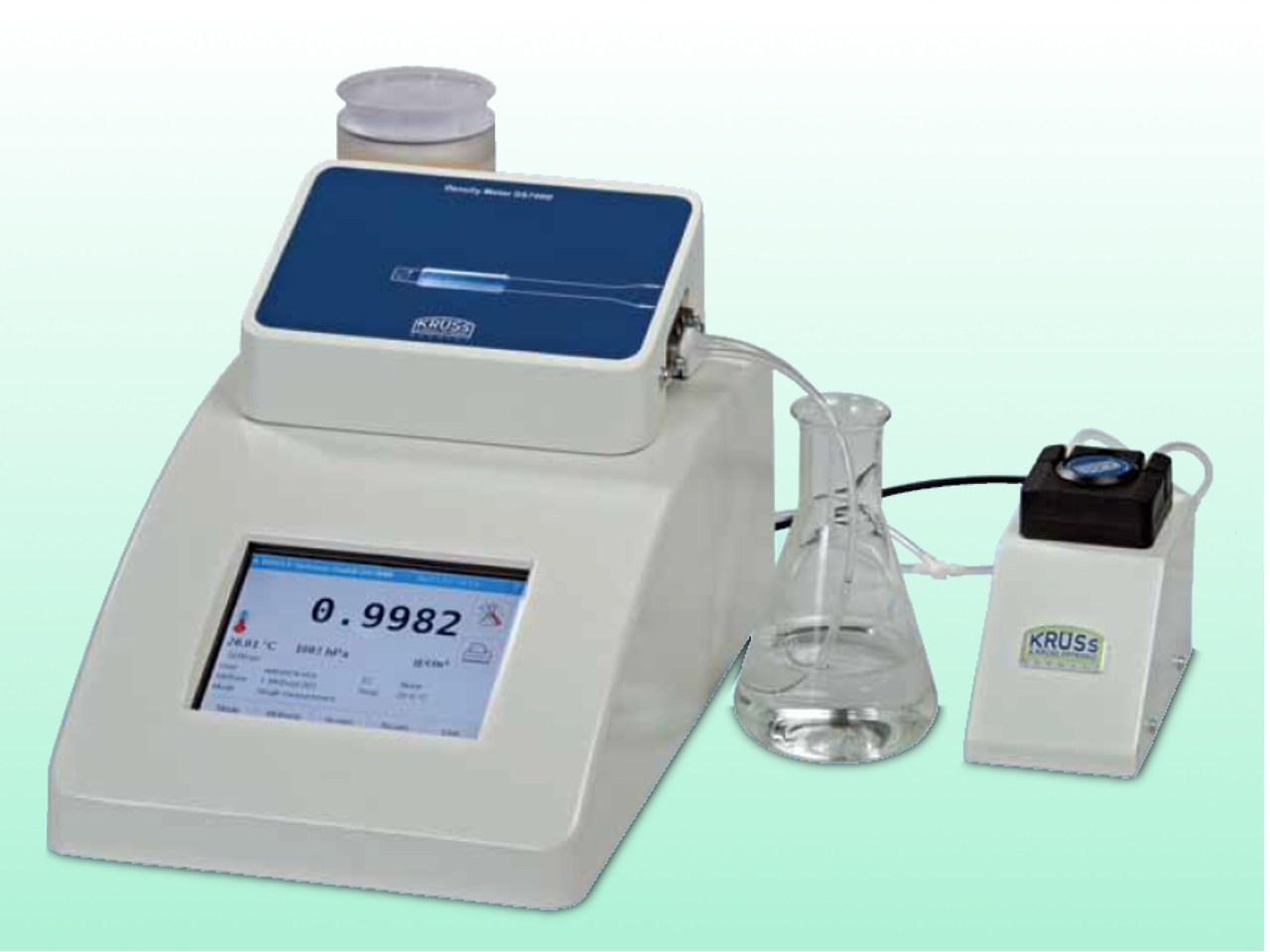
Un densímetro automático que utiliza el método del tubo en U oscilante

Una de las formas más conocidas de densímetro es el lactómetro, que se usa para medir la densidad de la leche como indicador de su calidad. La densidad específica de la leche de vaca varía entre 1,027 y 1,035. Como la leche contiene otras sustancias aparte de agua (87 %), también se puede saber la densidad de albúmina, azúcar, sal y otras sustancias más ligeras que el agua.
Para comprobar el estado de carga de una batería eléctrica se utiliza una variedad de densímetro que está constituido por una probeta de cristal, con una prolongación abierta, para introducir por ella el líquido a medir, el cual se absorbe por el vacío que crea una pera de goma situada en la parte superior de la probeta. En el interior de la misma va situada una ampolla de vidrio, cerrada y llena de aire, equilibrada con un peso a base de perdigones de plomo. La ampolla va graduada en unidades densimétricas, de 1 a 1,30.
- Lactómetro - Para medir la densidad y calidad de la leche.
- Sacarímetro - Para medir la cantidad de azúcar de una melaza.
- Salinómetro - Para medir la densidad de las sales.

La escala Baumé se basa en asignar el valor de 0ºBé al agua destilada. Existen fórmulas de conversión de ºBé en densidades:
- Para líquidos más densos que el agua: d = 146'3/(136'3+n)
- Para líquidos menos densos que el agua: d = 146'3/(136'3-n).

### Densímetro alcoholimétrico de Gay-Lussac

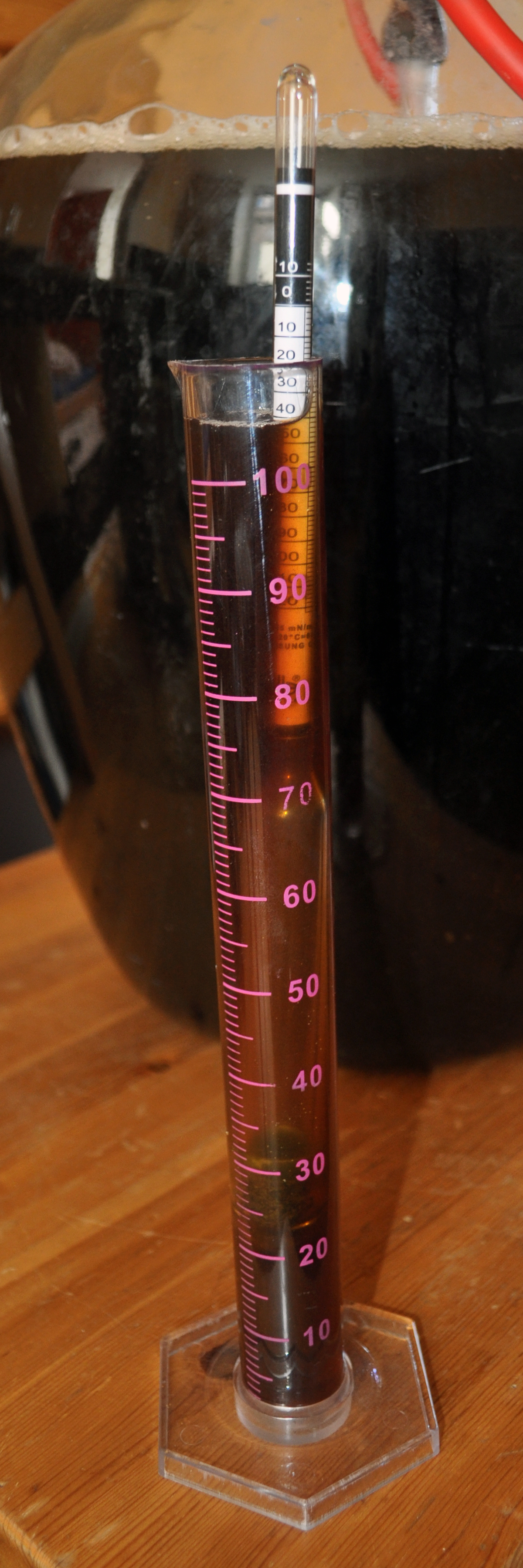
Densímetro (tipo Gay-Lussac) utilizado para comprobar el grado alcohólico durante el proceso de fermentación del vino, flotando en una probeta graduada

El alcoholímetro de Gay-Lussac es un tipo específico de densímetro de flotación, con la particularidad de que está diseñado para determinar el grado de alcohol (es decir, el porcentaje en volumen de etanol sobre el volumen total) que contiene una determinada bebida de base acuosa. Este porcentaje antiguamente se indicaba en Grados Gay-Lussac, acompañando la cifra correspondiente con las letras GL, aunque actualmente es mucho más frecuente encontrar la indicación %Vol (ambas significan exactamente lo mismo).
El aparato consiste en una ampolla sellada de vidrio (o de algún plástico translúcido y resistente a los golpes), con un lastre en su parte inferior y con un mástil cilíndrico hueco dotado de una escala graduada en su parte superior. La combinación de fuerzas del lastre (más denso que el líquido a medir) y del aire que contiene la ampolla (más ligero), hacen que el dispositivo pueda flotar semisumergido en posición vertical para un determinado rango de densidades del líquido a analizar.
Normalmente, la escala se tara con los dos líquidos cuyos porcentajes de mezcla se desea conocer:
- Agua destilada, que marca el grado 0% en la escala graduada (el 0% es alcohol)
- Etanol puro, que marca el grado 100% en la escala (el 100% es alcohol)

Entre estas dos marcas de flotación, la escala se divide en una graduación de 100 partes iguales.
Dado que la densidad del etanol (0,789 kg/dm³) es sensiblemente menor que la del agua (1 kg/dm³), el densímetro flotará en una posición más baja a medida que aumente la concentración de alcohol.   
Es importante la temperatura a la que se efectúa el tarado (normalmente, 15 °C), que debe estar indicada en el aparato. Temperaturas de medición muy distintas a la de referencia pueden alterar significativamente los resultados obtenidos (aunque existen unas tablas que permiten ajustar los resultados si se conoce la temperatura a la que se ha hecho la medición). Así mismo, debe considerarse que altas concentraciones de otras sustancias disueltas en el líquido objeto de análisis pueden alterar significativamente su densidad (normalmente incrementando la densidad del sustrato acuoso), alterando también el resultado de los ensayos realizados.

## Uso comercial
Puesto que el valor comercial de muchos líquidos, como soluciones azucaradas, ácido sulfúrico, alcohol, y vino, dependen directamente de su densidad específica, los densímetros se usan como una primera comprobación de que el producto al menos no incumple el contenido teórico que anuncia de una determinada sustancia (por ejemplo, el porcentaje volumétrico de alcohol). La obtención de una lectura que no se corresponde con el valor teórico anunciado, señala automáticamente algún problema en el producto analizado. Sin embargo, la obtención de una lectura correcta no presupone que el producto no pudiera tener algún otro tipo de alteración de la densidad de sus componentes que permita obtener la citada lectura correcta.